# ایرس کلیف، کبک
ایرس کلیف (به فرانسوی: Ayer's Cliff) روستایی در منطقه شهری مامفرماگوگ ناحیه استری در استان کبک کانادا است. در سرشماری سال ۲۰۱۱ این روستا ۱٬۱۶۸ نفر جمعیت داشته‌است و مساحت آن ۱۱٫۱۵ کیلومتر مربع است.